# Ahrgebergte
Het Ahrgebergte  (Duits: Ahrgebirge) is een gedeelte van het Eifelgebergte in het grensgebied van de deelstaten Rijnland-Palts en Noordrijn-Westfalen in Duitsland. Het wordt ook wel tot het Rijnlands leisteenplateau gerekend.
Het 25 km lange gebergte ligt langs de linker (noordwestelijke) oever van de rivier de Ahr, ruwweg ten oosten van Blankenheim en ten westen van Remagen.
In het gebergte ontspringen enkele beken en rivieren, waaronder de Erft.
De hoogste berg is de Aremberg, een 624 meter hoge, in het Tertiair als vulkaan ontstane berg. Circa 20 km ten zuidoosten van deze berg ligt het bekende Racecircuit Nürburgring. De op één na hoogste berg is de bij Bad Münstereifel gelegen Michelsberg.

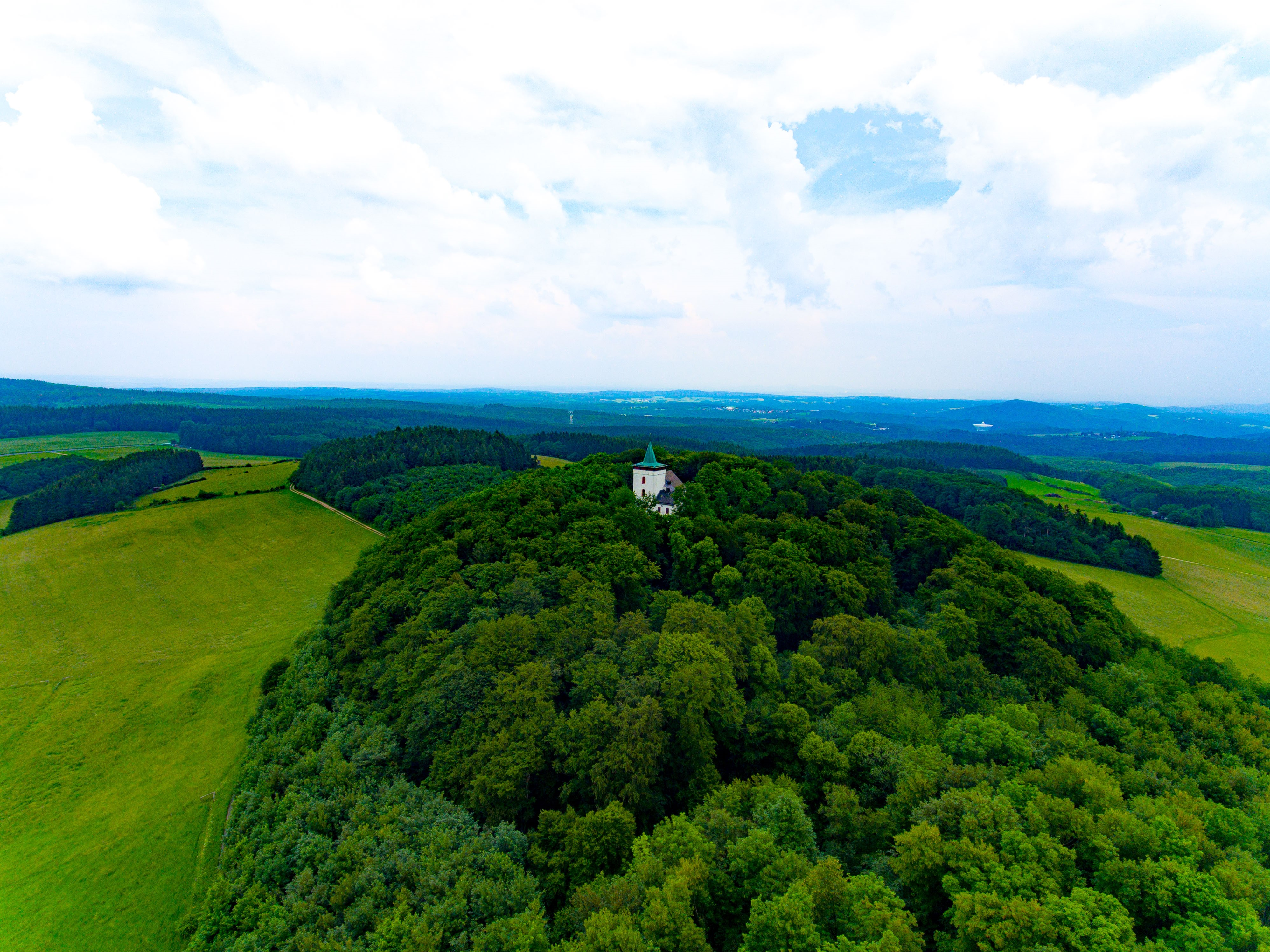
De Michelsberg
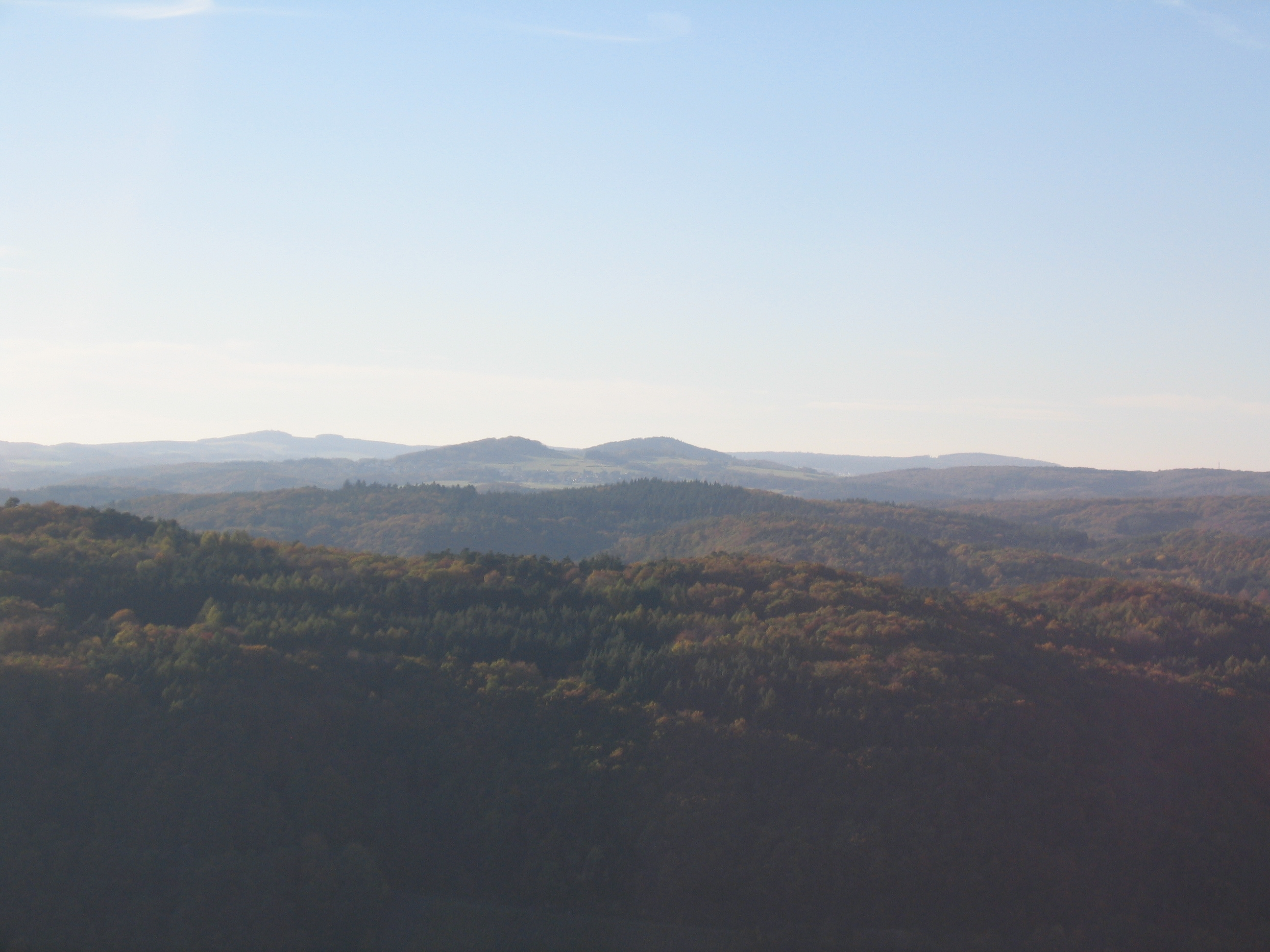
De Hochthürmer- en de Hasenberg